# Pouť po Šikoku

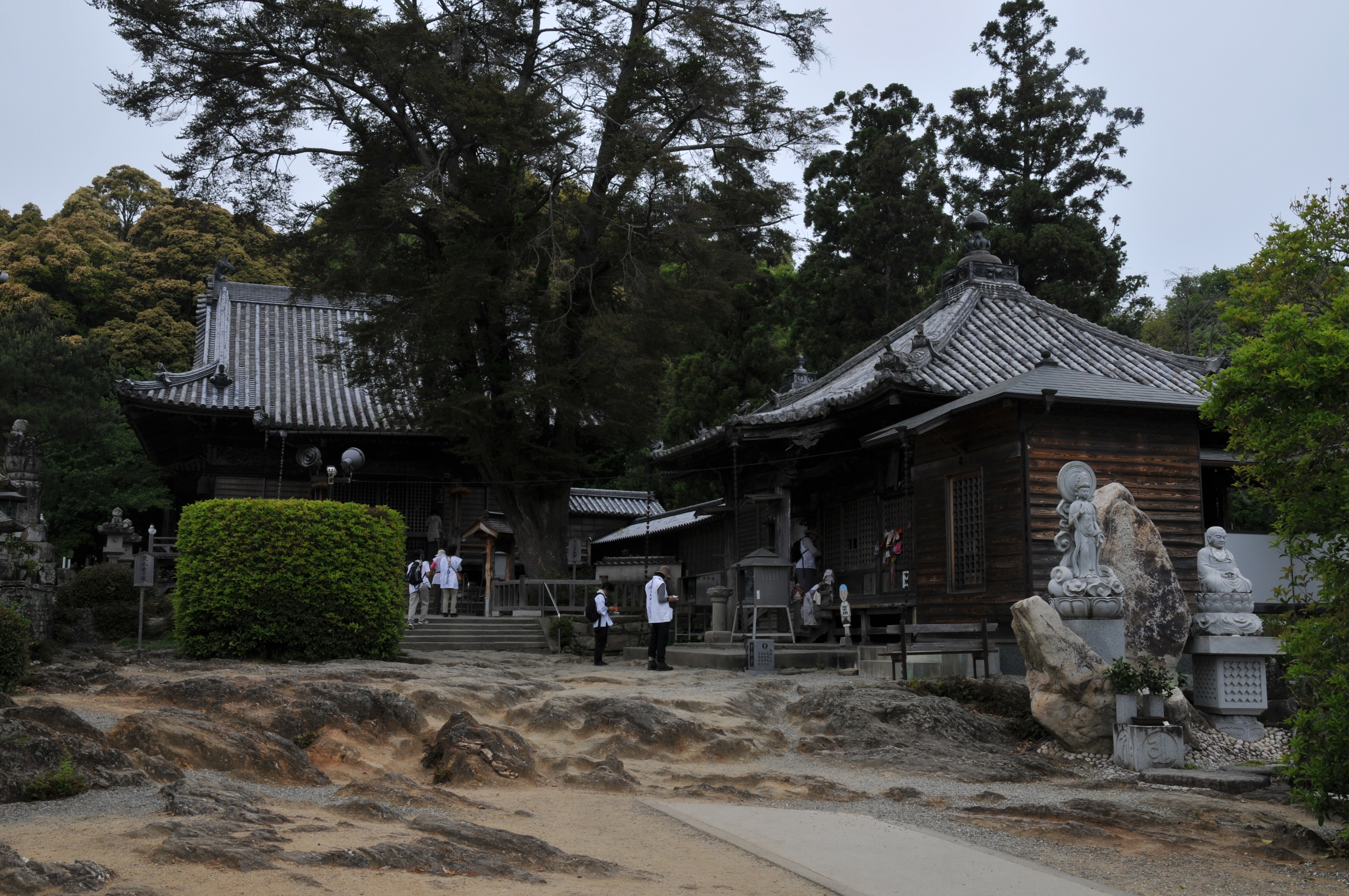
Chrám, Jorakuji

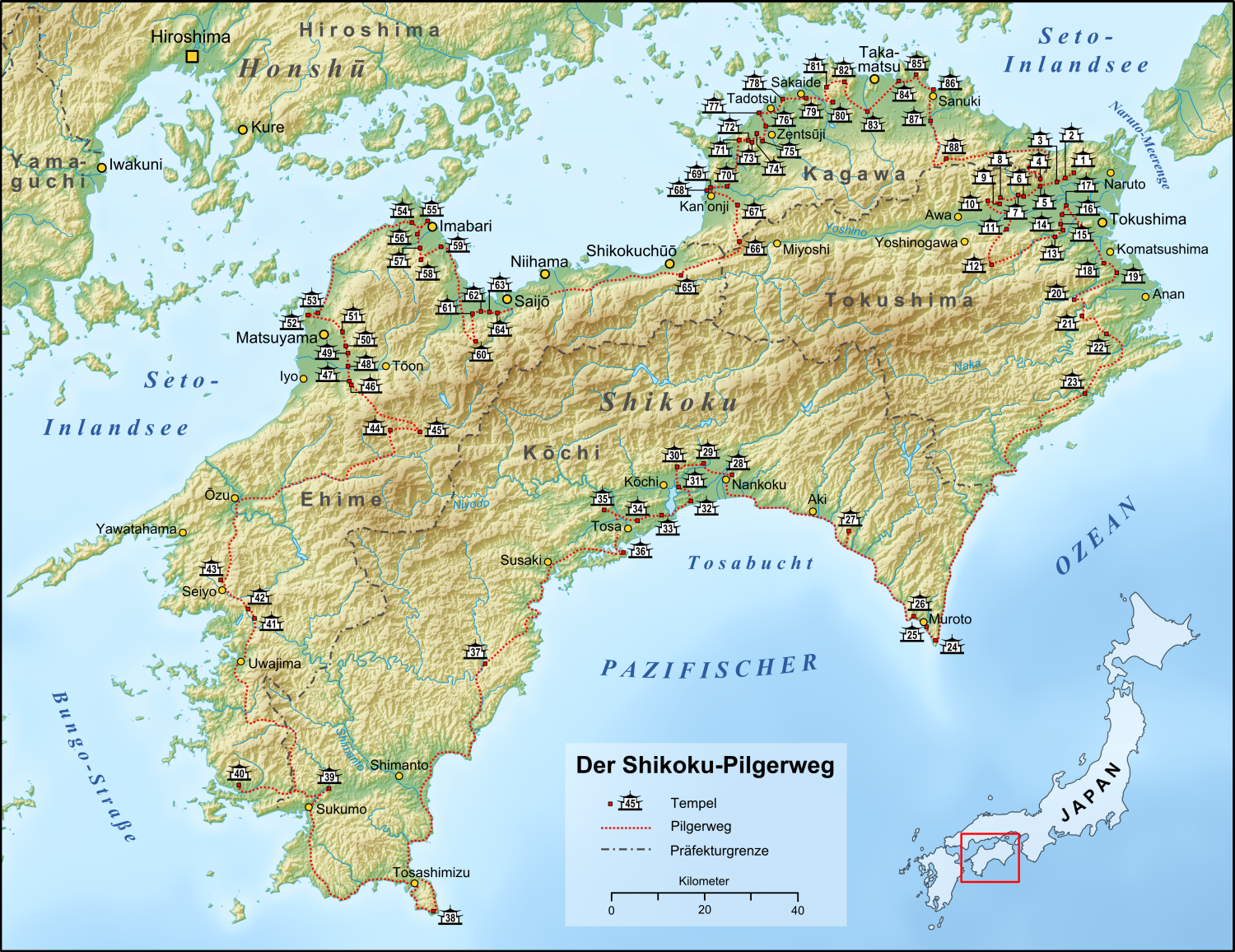
Mapa chrámů na Shikoku

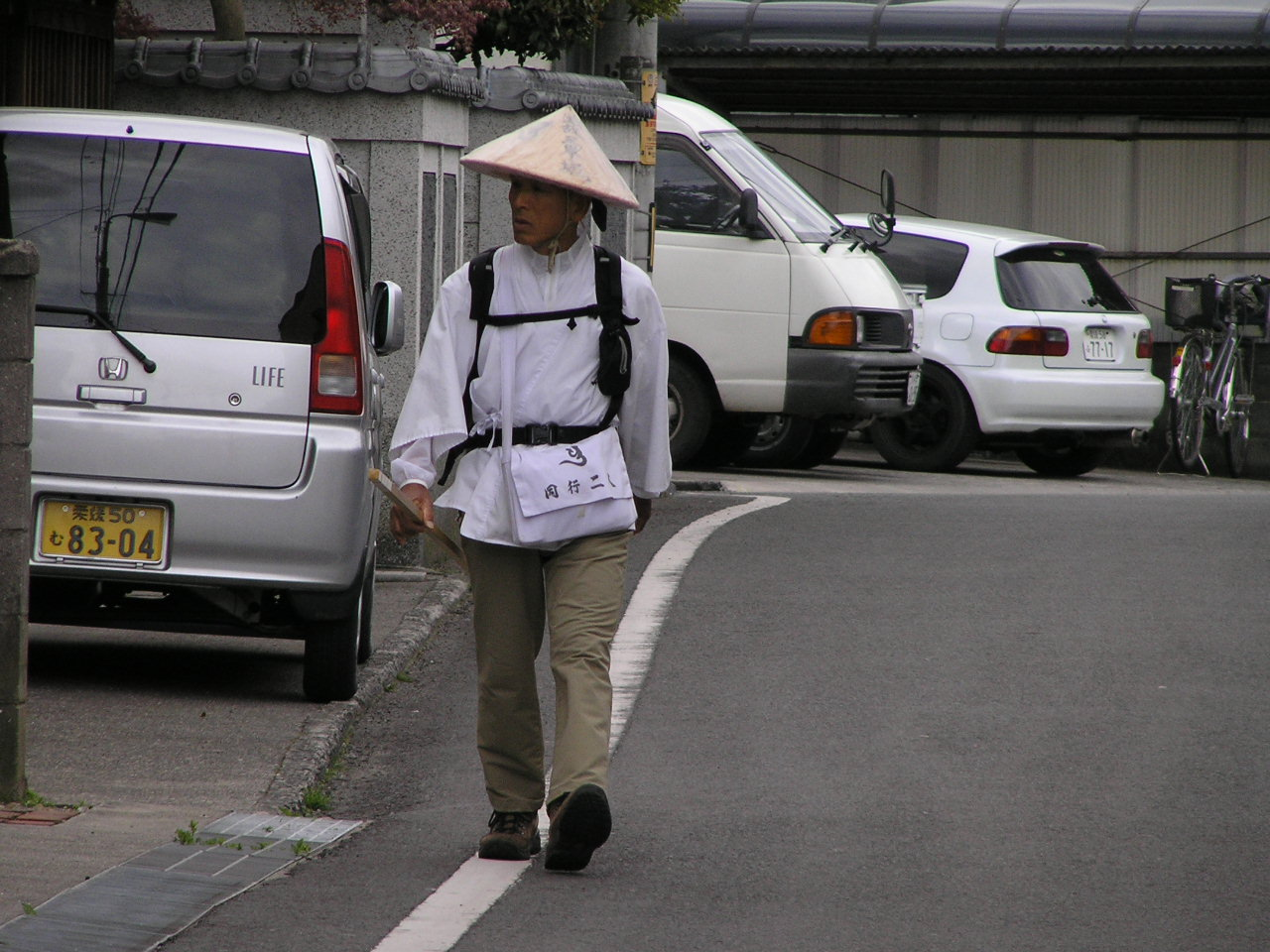
Poutník

Pouť po 88 chrámech na japonském ostrově Šikoku každoročně vykoná přes 100 tisíc poutníků, kteří opakují cestu, kterou prošel mnich Kúkai v 9. století. Absolvují ji vyznavači buddhistické sekty Šingon, kterou tento mnich založil. Číslo 88 označuje počet hříchů, kterých se můžeme dopustit. Někteří poutníci začínají a končí pouť výstupem na horu Kója, která je centrem sekty Šingon.
Poutní cesta přes čtyři provincie Šikoku bývá přirovnávána k symbolické cestě k osvícení, kdy chrámy 1–23 představují myšlenku probuzení (発心 hosshin), chrámy 24–39 sebedisciplínu (修行 shugyō), chrámy 40–65 dosažení osvícení (菩提 bodai) a chrámy 66–88 vstup do nirvány (涅槃 nehan).

## Zajímavosti některých chrámů
- Chrám Rjózendži – první chrám, který poutníci na Šikoku navštíví
- Chrám Iwamotodži – zajímavé stropní malby
- Chrám Išitedži – je spojen s legendou, ve které muž rozbil mnichovi Kúkai jeho žebrací mísku
- Chrám Zencúdži – na místě, kde se nachází chrám, se údajně narodil mnich Kúkai

Kromě oficiálních 88 chrámů je jich na cestě ještě dalších 20 navíc (bangai).

## Oblečení poutníků
Poutníci obvykle nosí kónické slaměné klobouky, bílé bavlněné košile, mají hole

## Informace o pouti
| Celková vzdálenost | asi 1200 km                                                                 |
| Délka poutě        | 30 - 60 dnů                                                                 |
| Ubytování          | Poutníci spí pod širým nebem, v altáncích, rjókanech, nebo přímo v chrámech |
| Razítka            | Poutníci v každém chrámu dostanou razítko do své hedvábné knihy             |